# Перетворення інверсії
Перетворення інверсії є природним продовженням перетворення Пуанкаре до включення всіх конформних взаємооднозначних перетворень координат простору-часу. Вони менш вивчені у фізиці, оскільки на відміну обертань і переносів симетрії Пуанкаре, об'єкт не може бути фізично трансформований інверсійною симетрією. Деякі фізичні теорії інваріантні щодо цієї симетрії, у цих випадках це називається «прихованою симетрією». Інші приховані симетрії фізики включають калібрувальну симетрію та загальну коваріантність.

## Раннє використання
У 1831 році математик Людвіг Іммануїл Магнус почав публікувати про перетворення площини, породжених інверсіює в колі радіусом R. Його робота дала поштовх великій кількості публікацій в галузі, що тепер називається інверсійна геометрія. Над перетворенням інверсії працював Огюст Фердинанд Мебіус, який звів планарні трансформації до арифметики комплексних чисел. З фізиків перетворення інверсії на ранньому етапі використовував Лорд Кельвін, його робота тепер носить назву перетворення Кельвіна.

## Трансформації за координатами
Надалі ми будемо використовувати уявного часу ({\displaystyle t'=it}), так що простір-час Евклідовий та рівняння простіші. Пуанкаре перетворення даються на перетворення координат простору-часу, параметризовані 4-векторів V
{\displaystyle V_{\mu }^{\prime }=O_{\mu }^{\nu }V_{\nu }+P_{\mu }\,}
де {\displaystyle O} є ортогональної та {\displaystyle P} являє собою 4-вектор. Застосовуючи це перетворення двічі 4-вектор дає третій перетворення одного і того ж виду. Основні інваріантна щодо цього перетворення простору-часу довжина визначається відстанню між двома простору-часу балів на 4-векторах x і у:
{\displaystyle r=|x-y|.\,}
Ці перетворення підгрупи загального 1-1 конформних перетворень простору-часу. Це дозволило розширити ці перетворення включити всі 1-1 конформних перетворень простору-часу
{\displaystyle V_{\mu }^{\prime }=\left(A_{\tau }^{\nu }V_{\nu }+B_{\tau }\right)\left(C_{\tau \mu }^{\nu }V_{\nu }+D_{\tau \mu }\right)^{-1}.}
Ми також повинні мати еквівалентні умови для ортогональності перетворення Пуанкаре:
{\displaystyle AA^{T}+BC=DD^{T}+CB\,}
Тому що один може розділити верхній і нижній частині трансформації <{\displaystyle D,} ми, не втрачаючи спільності, встановивши {\displaystyle D}, щоб одинична матриця. Ми в кінцевому підсумку з
{\displaystyle V_{\mu }^{\prime }=\left(O_{\mu }^{\nu }V_{\nu }+P_{\tau }\right)\left(\delta _{\tau \mu }+Q_{\tau \mu }^{\nu }V_{\nu }\right)^{-1}.\,}

Застосовуючи це перетворення в два рази по 4-вектор дає перетворення одного і того ж виду. Нові симетрії 'звернення' дається 3-тензора {\displaystyle Q.} Ця симетрія стає Симетрія Пуанкаре, якщо покласти {\displaystyle Q=0.} Коли {\displaystyle Q=0} друга умова вимагає, щоб {\displaystyle O} є ортогональною матрицею. Це перетворення 1-1 означає, що кожна точка відображається на єдину точку, тільки якщо ми теоретично включати точки на нескінченності.

## Інваріанти
Інваріанти цієї симетрії в 4-х вимірах невідомо проте відомо, що інваріант вимагає як мінімум 4 простору-часу точки. В один аспект, інваріант Відомо подвійне ставлення з Перетворення Мебіуса и:
{\displaystyle {\frac {(x-X)(y-Y)}{(x-Y)(y-X)}}.}
Тому що тільки інваріанти з цієї симетрії включати як мінімум 4 точки, ця симетрія не може бути симетрії точкових теорії часток. Точкової частинки, теорія спирається на знання довжини траєкторій частинок в просторі-часу (наприклад, з {\displaystyle x} до {\displaystyle y}). Симетрія може бути симетрії теорія струн, в якій рядки однозначно визначається по кінцях. Пропагатора для цієї теорії для рядка, починаючи з кінцями {\displaystyle (x,X)} і закінчуючи кінцевими точками {\displaystyle (y,Y)} є конформно функції 4-мірних інваріантних. Рядок поля в кінцевій точці-теорія струн функції над кінцевими точками.
{\displaystyle {\frac {(x-X)(y-Y)}{(x-Y)(y-X)}}.}

## Речові докази
Хоча, природно узагальнити Пуанкаре перетворень, щоб знайти приховані симетрії у фізиці і, таким чином звузити число можливих теорій фізики високих енергій, важко експериментально вивчити цю симетрію як не представляється можливим перетворення об'єкта в цій симетрії. Непрямим підтвердженням цієї симетрії визначається, наскільки точно фундаментальних теорій фізики, інваріантних щодо цієї симетрії робити прогнози. Інші непрямі докази теорії, чи що, інваріантних щодо цієї симетрії приводять до суперечностей, таких як надання ймовірності більше 1. Поки що не було прямих доказів того, що основні складові Всесвіту рядків. Симетрія може бути також порушеною симетрією. Це означає, що хоча це симетрії фізики, Всесвіт "виморожений" (англ. frozen out) в одному конкретному напрямку, щоб ця симетрія не очевидна.